# Kvantna gravitacija
Kvántna gravitácija je področje teoretične fizike, ki poskuša opisati gravitacijo po načelih kvantne mehanike, in kjer kvantnih pojavov ni mogoče zanemariti – na primer blizu strnjenih astrofizikalnih teles, kjer so gravitacijski pojavi močni.
Trenutno razumevanje gravitacije temelji na Einsteinovi splošni teoriji relativnosti, ki je formulirana znotraj okvira klasične fizike. Na drugi strani so druge tri osnovne sile fizike opisane v okviru kvantne mehanike in kvantne teorije polja, ki sta radikalno različna formalizma za opisovanje fizikalnih pojavov. Včasih razpravljajo, da je kvantnomehanski opis gravitacije nujen na podlagah, kjer ni moč konsistentno združiti klasičnega sistema s kvantnim.:11–12
Medtem ko je kvantna teorija gravitacije nujna za spravitev splošne teorije relativnosti z načeli kvantne mehanike, težave nastopijo pri rabi običajnih predpisov kvantne teorije polja na gravitacijo prek gravitonskih bozonov. Problem je, da tako dobljena teorija ni renormalizabilna (za nekatere opazljive značilnosti, kot je na primer masa delcev, napoveduje neskončne vrednosti), in zato se je ne da uporabiti, da bi dajala smiselne fizikalne napovedi. Zaradi tega so teoretiki pograbili radikalnejše pristope k problemu kvantne gravitacije, med katerimi sta najpriljubnejša teorija strun in zančna kvantna gravitacija. Čeprav nekatere teorije kvantne gravitacije, kot je na primer teorija strun, poskušajo združiti gravitacijo z drugimi osnovnimi silami, pa nekatere druge, kot je na primer zančna kvantna gravitacija, tega ne poskušajo – ter namesto tega poskušajo kvantizirati gravitacijsko polje, ločeno od drugi sil.
Strogo govoreč je cilj kvantne gravitacije le opis kvantnega obnašanja gravitacijskega polja in se ga ne sme zamenjevati s ciljem združitve vseh osnovnih sil v eno matematično ogrodje. Kvantna teorija polja gravitacije, ki je združena s teorijo velikega poenotenja (GUT), se včasih nanaša na teorijo vsega (TOE). Medtem ko bi vsakršno znatno izboljšanje trenutnega razumevanja gravitacije prispevalo k nadaljnjemu delu združitve, je študij kvantne gravitacije samo po sebi samostojno področje z različnimi vejami pristopov do združitve.
Ena od težav formuliranja teorije kvantne gravitacije je, da se kvantni gravitacijski pojavi pojavijo le v merilih dolžin blizu Planckove dolžine približno 10−35 metra, ki je v veliko manjšem merilu in enakovredno v veliko večjem merilu energij od trenutno dostopnih z visokoenergijskimi pospeševalniki delcev. Zato fiziki nimajo eksperimentalnih podatkov, ki bi lahko razločevali med predlaganimi teorijami,  in so tako za preskušanje teh teorij predlagali pristope na podlagi miselnih preskusov. Eden od osnovnih razlogov za izjemno majhne kvantne učinke v gravitacijskem polju je tudi, da je gravitacijska sklopitvena konstanta {\displaystyle \alpha _{\kappa }\!\,} približno 4,17×1042-krat manjša od konstante fine strukture {\displaystyle \alpha \!\,}, ki je odgovorna za interakcije med svetlobo in snovjo, ter predstavlja jakost interakcije med fotoni in elektroni:
{\displaystyle {\frac {1}{N}}={\frac {\alpha _{\kappa }}{\alpha }}={\frac {\kappa }{\kappa _{\rm {e}}}}{\frac {m_{\rm {e}}^{2}}{e_{0}}}=0,240059\cdot 10^{-42}\!\,,}
kjer je:
- {\displaystyle N\!\,} – prvo Reesovo število,
- {\displaystyle \kappa \!\,} – gravitacijska konstanta,
- {\displaystyle \kappa _{\rm {e}}\!\,} – Coulombova konstanta
- {\displaystyle m_{\rm {e}}\!\,} – masa elektrona,
- {\displaystyle e_{0}\!\,} – osnovni naboj.

## Pregled
Veliko težav pri združevanju teh teorij v vseh energijskih merilih prihaja iz različnih privzetkov teh teorij o tem kako deluje vesolje. Splošna teorija relativnosti modelira gravitacijo kot ukrivljenost prostor-časa, kakor v Wheelerjevem sloganu: »prostor-čas pove snovi kako naj se giblje, snov pa pove prostor-času kako se naj ukrivlja.« Na drugi strani je kvantna teorija polja tipično formulirana v ravnem prostor-času posebne teorije relativnosti. Nobena teorija se še ni pokazala za uspešno pri opisovanju splošnega stanja, kjer dinamika snovi, modelirana s kvantno mehaniko, vpliva na ukrivljenost prostor-časa. Če se poskuša obravnavati gravitacijo preprosto kot drugo kvantno polje, nastala teorija ni renormalizabilna. Tudi v preprostejšemu primeru, kjer je ukrivljenost fiksirana  a priori, postane razvijanje kvantne teorije polja večji matematični izziv, in mnogo zamisli, ki jih fiziki rabijo v kvantni teoriji polja na ravnem prostor-času, postane neuporabnih.
V splošnem se verjame, da bo teorija kvantne gravitacije omogočila razumeti probleme pri zelo visokih energijah in zelo malih razsežnostih, kot je na primer obnašanje črnih lukenj in izvor Vesolja.

## Kvantna mehanika in splošna teorija relativnosti

### Graviton
Eden od najglobljih trenutnih problemov v teoretični fihziki je harmoniziranje splošne teorije relativnosti, ki opisuje gravitacijo in uporabo na strukture v velikem merilu (zvezde, planete, galaksije) s kvantno mehaniko, ki opisuje druge tri osnovne sile, ki deluje v atomskem merilu. Ta problem je treba postaviti v pravilni kontekst. Še posebej navkljub priljubljeni trditvi, da sta kvantna mehanika in splošna teorija relativnosti v osnovi nezdružljivi, se lahko pokaže da zgradba splošne teorije relativnosti dejansko n eizogibno sledi iz kvantne mehanike medsebojno delujočih teoretičnih 2-spinskih brezmasnih delcev, imenovanih gravitoni.
Za obstoj gravitonov ne obstaja noben trden dokaz, vendar ga kvantizirane teorije snovi morda potrebujejo. Opazovanje, da imajo vse osnovne sile razen gravitacije enega ali več znanih intermedialnih delcev, je vodilo raziskovalce v prepričanje, da mora za gravitacijo obstajati vsaj eden. Ta domnevni delec je znan kot graviton. Napovedano odkritje bi vodilo do razvrstitve gravitona kot delca sile, podobno kot je foton za elektromagnetno silo. Mnogo sprejetih predstav združene fizikalne teorije od 1970-ih privzema in je do neke odvisnih od obstoja gravitonov. Med te spadajo: teorija strun, teorija superstrun in M-teorija. Zaznavanje gravitonov bi potdilo te različne smeri raziskovanj združitve kvantne mehanike in teorije relativnosti.
Weinberg-Wittnov izrek postavlja nekatere omejitve teorijam v katerih je graviton sestavljen delec, oziroma  teorijam z Lorentzevo kovariantnostjo napetosti in energije, kjer so brezmasni delci s spinom {\displaystyle j>1\!\,} prepovedani.

### Dilaton
Dilaton se je prvič pojavil v Kaluza-Kleinovi teoriji, petrazsežni teoriji, ki je povezovala gravitacijo in elektromagnetizem. V tej teoriji je delec, ki se nanaša na teoretično skalarno polje, in bi imel maso in spin enak 0. Pojavlja se v teoriji strun. Postal je osrednja tema problema nizkorazsežne gravitacije več teles, na podlagi teoretičnega pristopa za polje Romana Jackiwa. Zagon je zrastel iz dejstva, da so se polne analitične rešitve za metriko kovariantnega sistema N-teles v sploštni teoriji relativnosti izmikale. Da se je problem poenostavil, so zmanjšali število razsežnosti na 1 + 1 – eno prostorsko in drugo časovno. Ta modelski problem, znan kot model R=T, oziroma Jackiw-Teitelboimova gravitacija, v nasprotju s splošno teorijo G=T, je bil odgovoren za eksaktne rešitve v izrazih posplošitve Lambertove W-funkcije. Tudi enačba polja, ki opisuje dilaton in je izpeljana iz diferencialne geometrije kot Schrödingerjeva enačba, je lahko odgovorna za kvantizacijo.
To združuje gravitacijo, kvantizacijo in tudi elektromagnetno interakcijo, obetajoče sestavine osnovne fizikalne teorije. Ta izid je odkril še neznano in že obstoječo naravno povezavo med splošno teorijo relativnosti in kvantno mehaniko. Posplošitvi te teorije v 3 + 1 razsežnosti manjka jasnosti. Vendar nedavna izpeljava v 3 + 1 razsežnosti pod pravimi pogoji vodi do formulacije, ki je podobna predhodni z 1 + 1 razsežnostima, dilatonsko polje, ki ga opisuje logaritemska Schrödingerjeva enačba, videna v fiziki kondenzirane snovi in fiziki supertekočin. Enačbe polja so odgovorne za takšno posplošitev, kakor se je videlo z upoštevanjem enogravitonskega procesa, in vodijo do pravilne newtonovske limite v d razsežnostih, vendar samo z dilatonom. Poleg tega nekateri razpravljajo o pogledu na navidezno podobnost med dilatonom in Higgsovim bozonom. Vendar je za razločitev teh dveh delcev potrebni več ekperimentalnih podatkov. Ker lahko končno ta teorija združi gravitacijske, elektromagnetne in kvantne pojave, lahko njihova sklopitev potencialno vodi do potrjevanja teorije prek kozmologije in preskuševanja.